# 생물학적 가용능
생물학적 가용능(生物學的可用能, 영어: bioavailability)은 일정량의 약물이 나타내는 생리적인 효과를 가리키는 용어이다. 생물학적 이용도, 생물학적 이용가능성, 생체이용률이라고도 한다.

## 정의
생물학적 가용능 F는, 투여된 약물량 DOSE 중, 미변화체인 채 전신 순환에 도달한 약물량 {\displaystyle X_{B}}의 비율이다.
{\displaystyle X_{B}=F*DOSE}

## 절대 생물학적 가용능
절대 생물학적 가용능은, 약물을 비정맥내 투여(경구, 직장, 경피, 피하 투여등)한 후, 체순환에 대해도 활성인 약물의 비율로 구해진다. 약물 동태학에서, 약물의 절대 생물학적 가용능을 결정하기 위해서는, 정맥내 투여(iv), 비정맥내 투여 모두 단위시간당 혈장 약물 농도의 추이를 얻을 필요가 있다. 절대 생물학적 가용능은, 일정량의 약물을 비정맥내 투여했을 경우에 산출되는 농도 곡선의 아래쪽 면적(AUC)을, 같은 양으로 정맥내 투여(iv)했을 경우에 산출되는 AUC로 나누어 구할 수 있다. 예를 들어, 경구투여(po)되는 약물의 절대 생물학적 가용능 F를 계산하는 경우, 그 식은 다음과 같다.
{\displaystyle F={\frac {[AUC]_{po}/DOSE_{po}}{[AUC]_{iv}/DOSE_{iv}}}}
따라서, 일반적으로는 정맥내 투여되는 약제의 절대 생물학적 가용능은 1이며, 다른 투여법에서는 1 미만이 된다.

## 상대 생물학적 가용능
상대 생물학적 가용능은, 다른 투여 경로에 있어 그 흡수성의 차이를 평가하기 위해서 이용되는 것으로, 그 식은 다음과 같다.
{\displaystyle {\mathit {relative\ bioavailability}}={\frac {[AUC]_{A}/dose_{A}}{[AUC]_{ref}/dose_{ref}}}}
따라서, 대조가 되는 투여 경로가 정맥내 투여이면, 그 값은 절대 생물학적 가용능이 된다. 또, 상대 생물학적 가용능은, 어느 약물의 흡수성을 대조약의 흡수성과 비교할 때에도 이용된다. 예를 들면 후발의약품에 대해서는, 대상이 되는 선발의약품을 대조약으로 한 상대 생물학적 가용능이 생물학적 동등성을 평가하기 위해 이용된다.

## 같이 보기
- 생물약제학적 분류 체계